# リガブエサウルス
リガブエサウルス（学名 Ligabuesaurus 「ジャンカルロ・リガブエ（人名）のトカゲ」の意味）は、前期白亜紀に現在のアルゼンチンに生息していた恐竜の属。模式種であるリガブエサウルス・リアンザイは、2006年にホセ・ボナパルテ、ゴンザレス・リガ、セバスティアン・アペステギアによって、ホロタイプMCF-PHV-233の頭蓋骨を含む部分骨格に基づいて記載された。属名のリガブエサウルスはジャンカルロ・リガブエに敬意を表し、種小名のリアンザイはローハン・クーラ層で骨格を発見した地質学者のヘクター・リアンザ博士に敬意を表している。2022年に、2番目の骨格標本MCF-PHV-228が記載された。3番目の骨格は発見されたが、重複する資料が不足していたため記載されなかった。また、3つの化石は1998年から2000年の間に発掘された。